# 프란츠 라이헬트
프란츠 라이헬트(Franz Reichelt, 1878년 10월 16일 – 1912년 2월 4일)는 프란츠 라이헬트 또는 프랑수아 라이헬트로도 알려져 있으며, 오스트리아-헝가리 태생의 프랑스 재단사, 발명가, 스카이다이빙 선구자였다. 그는 현재 때때로 나는 재단사로 불리며, 자신이 직접 설계한 착용형 낙하산을 시험하던 중 에펠탑에서 뛰어내려 사망한 것으로 기억되고 있다. 라이헬트는 비행사들이 항공기에서 떨어져야 할 때 낙하산으로 변환되어 생존할 수 있는 슈트를 개발하는 데 집착했다. 그의 아파트 5층에서 더미를 떨어뜨리는 초기 실험은 성공적이었으나, 그 이후의 설계로는 그러한 초기 성공을 재현할 수 없었다.
충분히 높은 시험대가 자신의 발명품의 효능을 입증할 것이라고 믿었던 라이헬트는 반복적으로 파리 경찰청에 에펠탑에서 시험을 실시할 허가를 요청했다. 그는 마침내 1912년에 허가를 받았지만, 2월 4일 탑에 도착했을 때 더미로 실험을 하는 대신 자신이 직접 뛰어내릴 의도임을 분명히 했다. 그를 만류하려는 시도에도 불구하고 그는 자신의 발명품을 착용하고 탑의 첫 번째 플랫폼에서 뛰어내렸다. 낙하산은 펼쳐지지 않았고 그는 57미터 아래로 떨어져 사망했다. 다음 날 신문은 "무모한 발명가"의 사망에 대한 그림 기사로 가득했고, 그 점프는 뉴스릴로 상영되었다.

## 초기 생애
프란츠 라이헬트는 1878년 10월 16일 오스트리아-헝가리의 보헤미아 왕국 베크슈테틀(현재 체코의 슈테티)에서 태어나 1898년에 프랑스 파리로 이주했다. 그는 1909년에 프랑스 국적을 취득하고 독일어 이름 "프란츠"에 해당하는 프랑스어 "프랑수아"를 사용했다. 그의 자매 중 한 명도 프랑스로 와서 보석상과 결혼했을 가능성이 있지만, 신문 보도는 그의 가족 생활에 대한 세부 사항이 달랐으며, 대부분은 그의 자매들이 빈에 머물렀다고 보도했다. 라이헬트 자신은 미혼이었다. 그는 1907년부터 오페라 가르니에 근처의 가이옹 거리 8번지에 있는 3층 아파트를 얻어 성공적인 양재업을 시작했으며, 주로 파리 여행 중인 오스트리아인들을 대상으로 했다.

## 실험

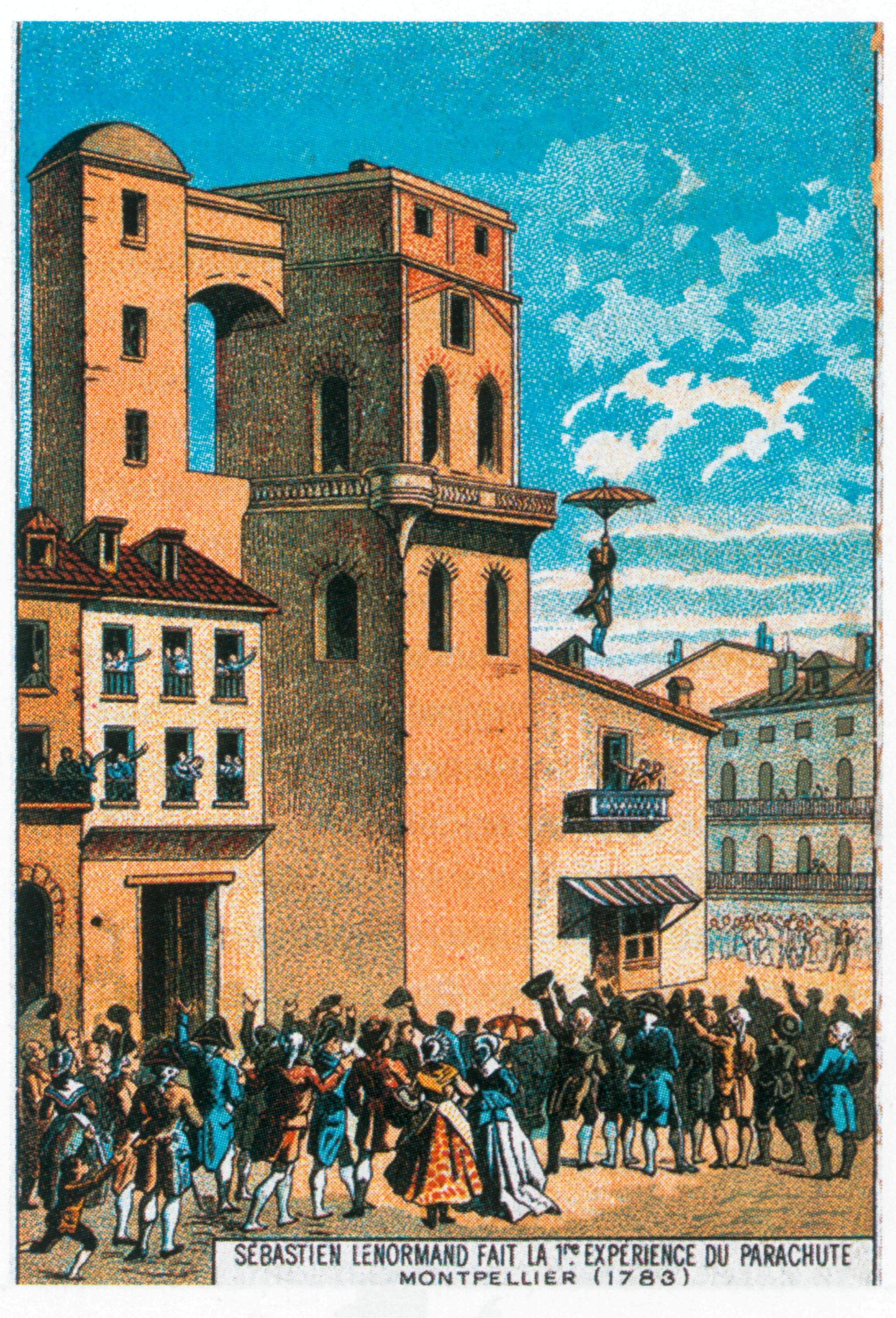
1783년 몽펠리에 천문대 탑에서 루이세바스티앵 르노르망의 첫 낙하산 점프 삽화.

1910년 7월부터 라이헬트는 "낙하산 슈트" 개발을 시작했다. 이 슈트는 비행사가 보통 입는 옷보다 부피가 크지 않았지만, 몇 개의 막대, 비단 캐노피, 그리고 약간의 고무를 추가하여 라이헬트가 실용적이고 효율적인 낙하산이 되기를 바랐던 형태로 펼쳐질 수 있도록 했다.
항공 시대의 도래는 피할 수 없는 사고와 함께 안전 조치, 특히 효과적인 낙하산 개발에 대한 관심이 커졌다. 루이세바스티앵 르노르망과 장피에르 블랑샤르와 같은 초기 낙하산 성공 사례는 고정형 낙하산(점프 시작 전 이미 "열린" 상태)을 성공적으로 사용했으며, 앙드레자크 가르느랭은 고고도에서 사용하기에 적합한 틀 없는 낙하산을 발명했지만, 1910년까지는 비행기에서 뛰어내리거나 저고도에서 사용하기에 적합한 낙하산은 없었다.
라이헬트는 초기의 항공인과 비행사들 사이에서 발생한 치명적인 사고에 대한 이야기를 듣고 낙하산 설계에 관심을 갖게 된 것 같다. 그의 초기 실험은 성공적이었다: 접이식 비단 "날개"를 장착한 더미들은 5층에서 떨어졌을 때 가볍게 착지했지만, 프로토타입을 착용 가능한 "슈트"로 전환하는 것은 어려웠다. 그의 원래 디자인은 6제곱미터의 재료를 사용했고 무게는 약 70킬로그램이었다. 그는 자신의 디자인을 주요 항공 단체인 에어로 클럽 드 프랑스의 라 리그 에리엔(La Ligue Aérienne)에 제출하여 테스트를 요청했지만, 그들은 캐노피의 구조가 너무 약하다는 이유로 그의 디자인을 거부하고 더 이상의 개발에 시간을 낭비하지 말도록 만류했다. 라이헬트는 그럼에도 불구하고 인내하며 가이옹 거리 건물 안뜰에서 더미를 이용한 실험 낙하를 계속했다. 그의 실험 중 어느 것도 성공적이지 못했다.
1911년, 라랑스 대령은 에어로 클럽 드 프랑스에 편지를 보내 비행사를 위한 안전 낙하산에 대해 10,000프랑의 상금을 제안했다. 이는 그가 전년에 제안했던 상금의 두 배였다. 이 대회는 3년 동안 열렸으며 낙하산의 무게가 25킬로그램을 초과하지 않아야 한다고 규정했다. 라이헬트는 자신의 디자인을 개선하여 무게를 줄이는 동시에 재료의 표면적을 12제곱미터까지 늘렸다. 그러나 그의 실험은 여전히 성공적이지 못했고 그의 더미들은 예외 없이 땅에 심하게 떨어졌다.
루이스트-에클레르는 1911년에 라이헬트가 조앙빌에서 8미터에서 10미터 높이에서 직접 뛰어내렸다고 보도했다. 이 시도는 실패했지만 짚더미 덕분에 그는 부상을 면했다. 르 마탱은 노장에서 8미터 높이에서 시도한 실험이 다리 골절로 이어졌다고 보도했다. 르 프티 주르날은 라이헬트가 1911년 동안 에펠탑 1층에서 더미를 이용해 최소 두 번의 불확실한 테스트를 수행했다고 제안했지만, 라 프레스에 실린 그의 친구와의 인터뷰에서는 그가 최종 점프 허가를 받기 1년 이상 전부터 탑에서의 테스트 허가를 unsuccessfully 신청하고 있었다는 것이 분명해졌다. 1910년과 1911년에도 탑에서의 다른 테스트가 있었지만, 더미 항공기와 마네킹을 실험에 사용했던 가스통 에르비유는 손상된 항공기의 전부 또는 일부와 함께 조종사의 안전한 착륙을 보장하기 위한 낙하산 설계를 완성하려고 시도하고 있었다. 라이헬트는 자신의 디자인 실패가 적어도 부분적으로는 자신이 테스트를 수행한 짧은 낙하 거리에 기인한다고 생각했기 때문에 탑에서의 실험 허가를 간절히 바랐다.

## 에펠탑 점프

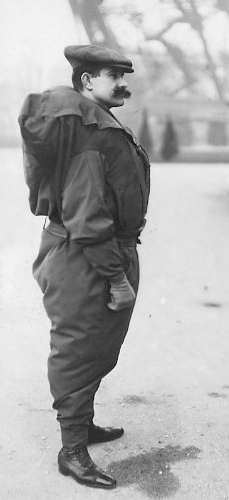
라이헬트는 치명적인 낙하 직전에 에펠탑 발치에서 슈트를 선보였다.

라이헬트는 1912년 2월 초 언론에 마침내 허가를 받았으며, 곧 에펠탑에서 자신의 발명품의 가치를 증명하기 위한 실험을 할 것이라고 발표했다.
2월 4일 일요일 오전 7시, 라이헬트는 두 명의 친구와 함께 차를 타고 탑에 도착했다. 그는 이미 낙하산 슈트를 입고 있었다. 그의 점프를 담은 뉴스 영상은 접힌 형태의 발명품을 모델로 보여주는데, 르 골루아는 이를 "보통 옷보다 약간 더 부피가 클 뿐"이라고 묘사했다. 슈트는 낙하산이 접혀 있을 때 착용자의 움직임을 제한하지 않았으며, 르 프티 파리지앵은 낙하산 전개 방식이 팔을 뻗어 몸과 함께 십자가를 형성하는 것만큼 간단하다고 묘사했다. 펼쳐진 후, 이 옷은 르탕에 따르면 "거대한 비단 후드가 달린 일종의 망토"와 같았다. 라크시옹 프랑세즈는 라이헬트가 최종 디자인의 표면적이 30제곱미터이고 캐노피 높이가 5미터라고 명시했다고 보도했으며, 반면 르 피가로는 표면적이 32제곱미터에 달할 수도 있다고 판단했다. 라 크루아는 슈트의 무게가 9킬로그램밖에 되지 않았을 수도 있다고 주장했다. 날씨는 영하의 기온으로 추웠고, 샹 드 마르스를 가로질러 강한 바람이 불었다.
파리 경찰청이 라이헬트에게 진행 허가를 내줬기 때문에 질서 유지를 위해 몇몇 경찰관이 현장에 있었다. 그가 사망한 후, 경찰청장으로서 궁극적으로 허가에 대한 책임이 있던 루이 레핀은 성명을 발표하며 경찰이 에펠탑에서 실험을 수행할 허가를 일상적으로 내주지만, 이러한 경우 더미가 사용된다는 것이 이해되었음을 분명히 했다. 그들은 라이헬트의 경우에 더미 낙하를 수행할 것이라는 전제 하에만 허가를 내줬으며, 그가 직접 점프할 것을 알았다면 어떤 상황에서도 그를 진행시키지 않았을 것이라고 했다. 레핀은 라 크루아에 자신이 실시간 점프를 허용하는 명령에 서명한 적이 없다고 확언했다.
하지만 탑에 도착하면서부터 라이헬트는 자신이 직접 뛰어내릴 의도임을 분명히 했다. 그를 탑까지 동행한 친구 중 한 명과의 나중에 인터뷰에 따르면, 라이헬트가 마지막 순간까지 자신의 의도를 숨겼기 때문에 이는 모두에게 놀라운 일이었다. 그의 친구들은 그에게 실험에 더미를 사용하도록 설득하며, 그가 직접 점프할 다른 기회가 있을 것이라고 확신시켰다. 이것이 그에게 아무런 영향을 미치지 않자, 그들은 바람의 강도를 지적하며 안전상의 이유로 테스트를 취소하거나 적어도 바람이 잦아들 때까지 연기해야 한다고 말했다. 그들은 그의 결심을 흔들 수 없었다. 이전 테스트의 실패에 전혀 개의치 않는 듯, 그는 르 프티 주르날의 기자들에게 자신의 장치가 작동할 것이며, 잘 작동할 것이라고 전적으로 확신한다고 말했다. 안전 로프를 사용하는 등 추가적인 예방 조치를 취할 계획이 있는지 질문받자, 그는 자신의 생명을 전적으로 낙하산에 맡길 것이므로 그렇게 하지 않을 것이라고 답했다:
나는 내 발명품의 가치를 확실히 증명하고 싶기 때문에, 속임수 없이 직접 실험을 시도하고 싶다. (Je veux tenter l’expérience moi-même et sans chiqué, car je tiens à bien prouver la valeur de mon invention.)

시연을 참관하기 위해 참석했던 에르비유 역시 라이헬트가 점프하는 것을 만류하려 했다. 그는 낙하산이 완전히 펼쳐지는 데 첫 번째 플랫폼에서 떨어지는 몇 초보다 더 긴 시간이 필요하다고 우려했고, 라이헬트가 만족스러운 답변을 제공할 수 없는 다른 기술적 이의도 제기했다. 라이헬트는 마침내 다음과 같이 답했다:
내 72킬로그램(159파운드)과 내 낙하산이 당신의 주장에 얼마나 결정적인 부정을 안겨줄지 보게 될 것이다. (Vous allez voir comment mes soixante-douze kilos et mon parachute vont donner à vos arguments le plus décisif des démentis.)

경찰은 라이헬트의 요청에 따라 군중이 착지 구역으로 몰려드는 것을 막기 위해 탑의 다리 사이에 밧줄을 매달았고, 그는 진행 요원들과 약속을 논의하고 착지를 위한 충분한 공간이 있는지 확인한 후 계단을 올라 첫 번째 플랫폼으로 향했다.
르 프티 파리지앵에 따르면, 라이헬트가 처음으로 탑의 1층으로 올라가려 할 때 가시옹이라는 경비원이 막았는데, 그는 이전에 실패한 더미 낙하를 목격하고 라이헬트의 시도가 재앙으로 끝날 것을 우려했다. 그러나 르 피가로는 그가 단순히 명령 사본을 받지 못했고 상사로부터 전화 확인을 기다려야 했다고 보도했다. 경비원의 저항에도 불구하고 오전 8시까지 문제는 해결되었다: 경비원과의 논쟁으로 눈에 띄게 흔들린 라이헬트는 두 친구와 촬영 감독 (다른 한 명은 탑 발치에 배치되어 아래에서 점프를 촬영했다)과 함께 탑을 올라가는 것이 허용되었다. 라이헬트는 계단을 오르다가 잠시 멈춰 군중을 향해 돌아서서 손을 들고 "곧 다시 만나요!"라고 쾌활하게 말했다. 그의 친구들은 계속해서 그에게 점프를 포기하도록 설득하려 했지만, 그는 흔들리지 않았다.
오전 8시 22분, 약 서른 명의 기자들과 호기심 많은 구경꾼들이 지켜보는 가운데, 라이헬트는 지상에서 57미터가 넘는 탑 1층 실내 난간 옆 식당 테이블에 놓인 의자에 앉아 센강을 바라보며 자세를 잡았다. 친구들의 도움을 받아 장치를 조절하고 작은 책에서 꺼낸 종이 조각을 던져 바람 방향을 확인한 후, 그는 난간에 한 발을 올려놓고 약 40초간 망설인 뒤 바깥으로 뛰어내렸다. 르 피가로에 따르면, 그는 점프 직전에 침착하고 미소 짓고 있었다. 반쯤 펼쳐진 것처럼 보였던 그의 낙하산은 거의 즉시 그를 감쌌고, 그는 몇 초 동안 떨어지다가 탑 발치의 얼어붙은 땅에 부딪혔다.
르 프티 파리지앵은 라이헬트의 오른 다리와 팔이 으깨지고, 두개골과 척추가 부러졌으며, 입, 코, 귀에서 피를 흘렸다고 보도했다. 르 피가로는 그의 눈이 크게 뜨여져 있고 동공이 확장되어 있었다고 언급했다. 구경꾼들이 그의 시체로 달려갔을 때 그는 이미 사망했지만, 그는 넥커 병원으로 옮겨져 공식적으로 사망 선고를 받았고, 그 후 아멜리 거리의 경찰서로 옮겨진 뒤 가이옹 거리의 그의 집으로 돌아갔다. 2009년 리베라시옹의 여름 특집에 글을 쓴 에두아르 라우네는 검시 결과 라이헬트가 낙하 중 심장마비로 사망했다고 결론지었다고 언급했다.

## 여파

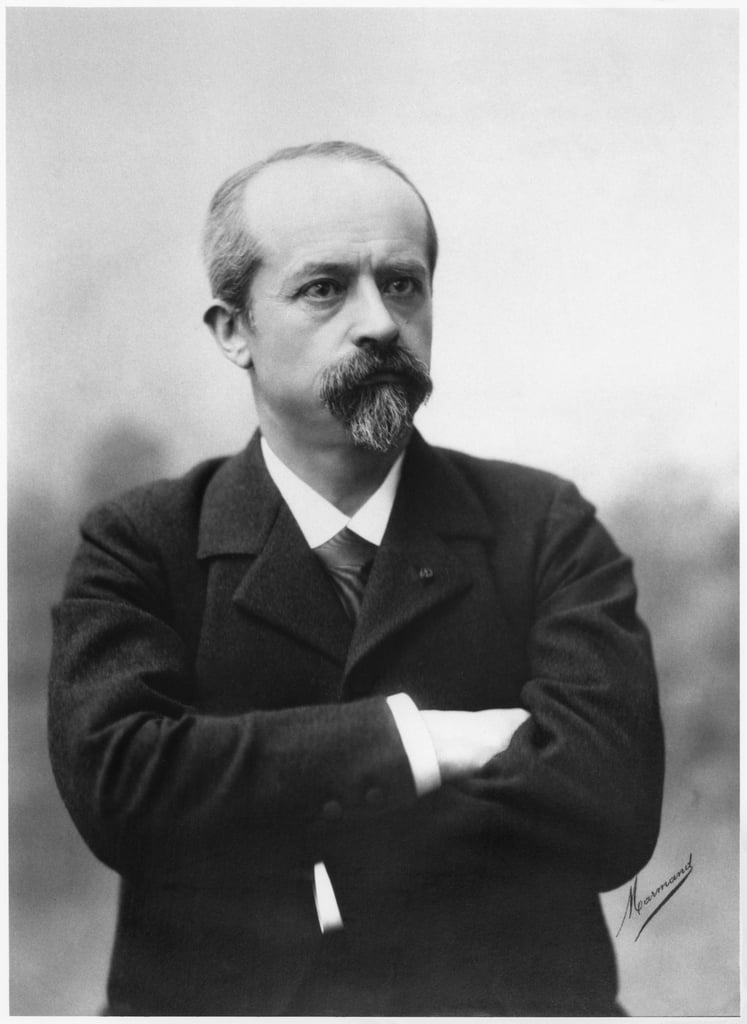
경찰청장 루이 레핀은 라이헬트에게 "실시간" 점프를 할 권한이 주어지지 않았다고 부인했다.

다음 날 신문들은 라이헬트의 "비극적인 실험" 이야기로 가득 찼고, 사진도 함께 실렸다. 적어도 네 개의 신문인 르 프티 파리지앵, 르 마탱, 라 크루아, 그리고 뤼마니테는 치명적인 점프 사진을 실었다. 라이헬트의 시체가 제거되는 장면과 구경꾼들이 충돌로 생긴 구덩이의 깊이(15센티미터)를 측정하는 장면을 포함한 이 시도의 영상은 뉴스 기관을 통해 배포되었다.
초기 보도는 라이헬트의 정신 상태에 대해 추측했다: 아무도 그가 자살하려 했다고 생각하지는 않았지만, 많은 이들이 그가 정신적으로 혼란스러웠다고 했다. 르 골루아의 한 기자는 "미친 천재"라는 말의 절반만이 라이헬트에게 적용된다고 제안했다. 하지만 같은 보도에는 그의 친구 중 한 명과의 인터뷰가 포함되어 있었는데, 그 친구는 재단사가 후원자를 유치하기 위해 극적인 시연을 해야 한다는 압박감을 느꼈고, 후원자 없이는 특허가 만료되기 전에 이익을 기대할 수 없었다고 주장했다. 라이헬트의 사망은 1889년 탈린에서 시연 중 사망한 샤를 르루 이후 처음으로 낙하산 사고로 인한 사망이었다. 실제로 라이헬트의 치명적인 점프 이틀 전인 1912년 2월 2일, 미국의 비계공인 프레데릭 R. 로는 자유의 여신상 횃불 전망대(해발 223피트, 동상 기단에서 151피트)에서 성공적으로 낙하산 점프를 했는데, 이는 즉흥적인 행동으로 보였다. 2월 6일, 라 크루아는 라이헬트의 사망 보고서에 각주를 추가했다: 또 다른 낙하산 실험이 2월 18일 또는 25일에 비리샤티용의 포르-아비아시옹("쥐비시 비행장"으로 종종 오인됨)에서 있을 예정이었는데, 비행사 카미유 기욤이 자신의 블레리오 단엽기에서 300미터 높이에서 뛰어내려 낙하산 디자인을 시험할 계획이었다(비행기는 추락하도록 허용될 예정이었다).

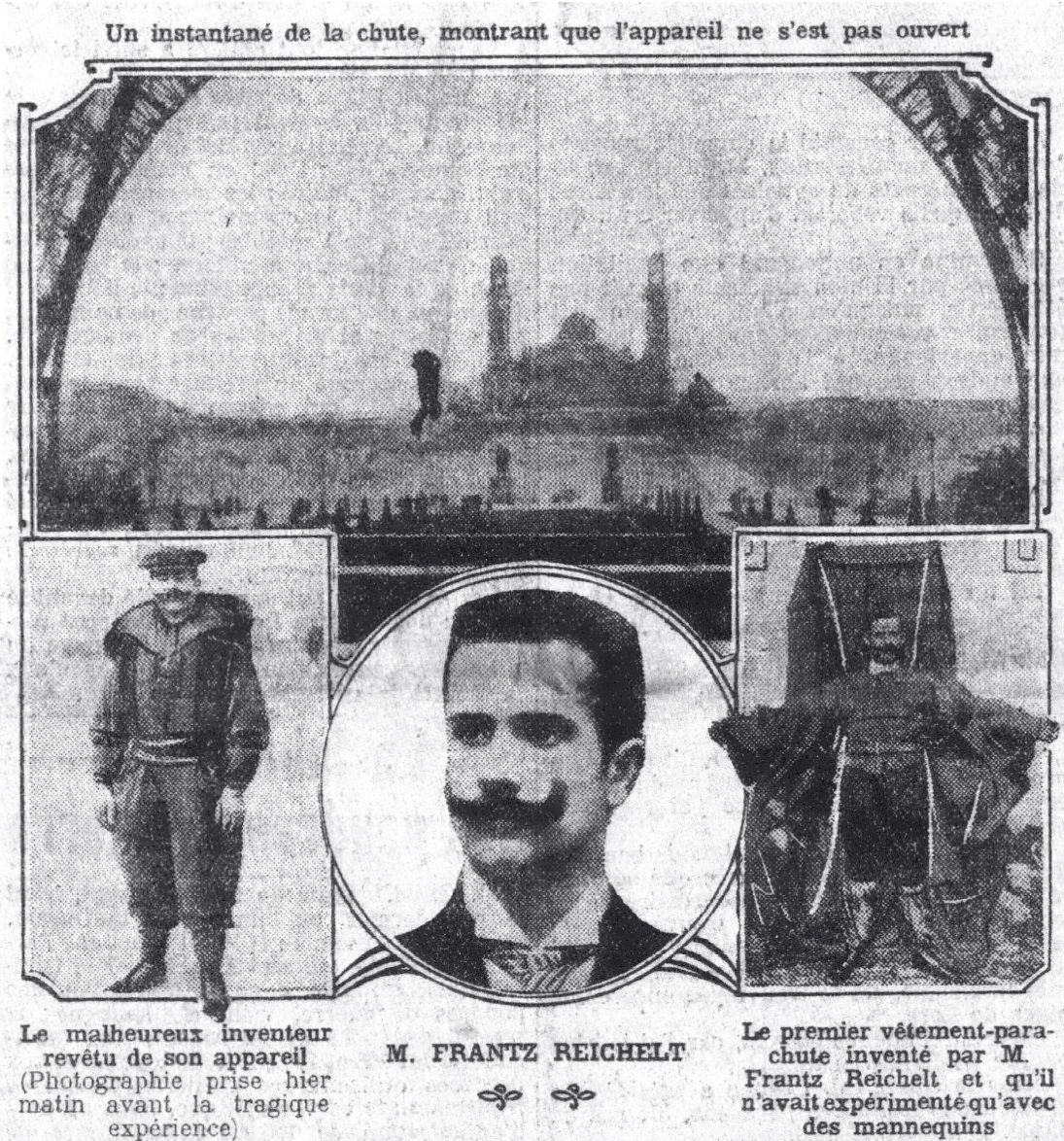
르 프티 파리지앵과 다른 신문들은 다음 날 1면에 라이헬트의 치명적인 낙하 사진을 실었다.

라이헬트의 사망 이후, 당국은 에펠탑을 이용한 추가 낙하산 실험 허가에 대해 신중해졌다. 낙하산 더미 낙하에 대한 허가는 계속 내주었지만, 일부 희망찬 발명가들(예를 들어 자신의 "헬리콥터 낙하산"을 두 번째 플랫폼에서 시도하려 했던 담블랑이라는 남자)은 테스트 허가를 거부당했고, 탑과 관련 없는 항공 실험 신청도 다시 한번 면밀한 조사를 받게 되었다. 최근에는 탑이 여러 불법 베이스 점핑의 현장이 되었다. 2005년에는 한 노르웨이 남성이 의류 회사의 홍보 점프를 시도하던 중 캐노피를 잃고 사망했는데, 이는 라이헬트 이후 탑에서 발생한 첫 낙하산 사망 사고였다. 1985년 제임스 본드 영화 007 뷰 투 어 킬을 위한 승인된 스턴트 점프는 성공적이었다.
라이헬트는 1940년대 미국에서 다시 잠시 주목을 받았다. 그의 초상화가 뉴욕주 브루클린의 플로이드 베넷 필드에 있는 WPA 자금 지원 벽화에서 "표정과 의복이 이상하게도 비미국적인" 인물 중 한 명의 모델로 주장되면서였다. 1933년 록펠러 센터의 디에고 리베라의 갈림길의 인간 벽화 논란을 연상시키는 사건으로, 두 명의 하위 좌익 비행사를 묘사한 이미지(가운데 이오시프 스탈린의 초상화를 사이에 두고 있다고 여겨짐)를 둘러싸고 소동이 일어났다. WPA는 이미 좌익에 동조적이라는 불필요한 평판을 가지고 있었고, 예술가 아우구스트 헹켈이 소련 붉은 별의 "우연한" 포함에 대한 "유창한" 설명과 스탈린으로 식별된 이미지가 실제로는 라이헬트의 것이었다는 주장을 했음에도 불구하고, 벽화는 철거되었고 네 개의 패널 중 세 개가 불탔다. 라이헬트의 불운한 이야기는 1993년 파블로 로페스 파레데스가 쓰고 연출했으며 브루스 마이어스가 주연을 맡은 프랑스 단편 영화, Le Tailleur Autrichien의 주제가 되기도 했다.
라이헬트가 슈트 개발을 시작했을 당시 비행기에서 사용할 수 있는 실행 가능한 낙하산 솔루션은 없었지만, 글렙 코텔니코프는 이미 접을 수 있는 낙하산에 대한 특허를 신청했다.

## 대중문화
라이헬트의 점프는 캐나다 작가 브루스 게데스의 소설 《검은 독수리 쫓기》에서 다시 다뤄진다.

## 같이 보기
- 루이세바스티앵 르노르망
- 앙드레자크 가르느랭
- 글렙 코텔니코프
- 윙슈트
- 자신의 발명품으로 사망한 발명가 목록
- 20세기 특이한 죽음 목록

## 내용주
1. ↑  이 상금은 결국 1913년에 프레데릭 보네에게 수여되었다.[9]
2. ↑  라크시옹 프랑세즈는 오전 7시 기온이 -7도였다고 기록했다.
3. ↑  가톨릭 신문 라 크루아는 월요일판을 발행하지 않았지만, 화요일판 1면에 이 이야기를 보도했다.
4. ↑  코텔니코프는 1912년 3월 프랑스에서 특허를 받았다.

## 참고 문헌
- “La mort de l'inventeur”. 《뤼마니테》 (프랑스어). 1912년 2월 5일. 1면. 2009년 12월 8일에 확인함.
- Gordon, Alastair (2004). 《Naked Airport: A Cultural History of the World's Most Revolutionary Structure》. Metropolitan Books. 320쪽. ISBN 0-8050-6518-0.